# Мацей Пйотр Прус
Мацей Пйотр Прус (1958, Краків) — польський журналіст, письменник, поет і культурний аніматор. Вивчав польську філологію в Яґеллонському університеті. З 1981 по 1984 рік, під час воєнного стану, перебував в еміграції у Франції. У 1984 році повернувся до Польщі. У 1987 році знову поїхав до Франції, звідти переїхав у Канаду, де працював, серед іншого, будівельником, садівником, вихователем у дитячому будинку. Співпрацював у виданнях «Kontakt», «Bez Dekretu», «Max», «Playboy», був головним редактором тижневика «Przekrój» у 2000—2001 роках. Потім став співвласником краківського клубу «Piękny Pies». Опублікував дві книги віршів, кілька романів, збірку оповідань та літературний репортаж «Wyznania właściciela klubu Piękny Pies».